# All waters have the colour of drowning
«All waters have the colur of drowning» es el primer y más exitoso sencillo de la banda rumana Magica.
Corresponde a su tercer álbum de estudio Hereafter.

## Acerca de la canción
La canción trata de una persona (Ana), que le ruega a un río de color carmesí que le diga si existe algún lugar donde ella se pueda salvar, pues ha estado lloviendo y el río está por desbordarse. Sin embargo, el río no muestra ninguna seña de amabilidad ni remordimiento pues no le dice nada, por lo cual ella teme que se ahogará esa misma noche. 
Después le cuenta al río que solía regresar a casa y esperar a su amor, el cual se fue en un barco, amor que le prometió volver. 
Finalmente ella dice que le gustaría que todos los ríos detuvieran su flujo, pero que esas aguas simplemente no la dejan avanzar, y no se dentendrán hasta verla ahogada bajo el río.

## Sencillo y videoclip
La canción es el sencillo de presentación de todo el álbum, con el dan a conocerlo en Europa, donde fue muy bien recibido, debido a su característica composición. El videoclip fue grabado en Rumania y fue estrenado en YouTube, a mediados de abril de 2007.
- Datos: Q5669174